# Stéphane Buyens
Stéphane Buyens (De Panne, 20 maart 1960) is een Belgische kok en chef in het sterrenrestaurant Hostellerie Le Fox in De Panne. Hij treedt ook op als televisiekok in beeld in meerdere Vlaamse kookprogramma's.
Buyens groeide op in een gezin van Pannese restauranthouders. Zijn grootouders openden na het einde van de Tweede Wereldoorlog in De Panne restaurant "Picadillie", dat later "La Rénommée" werd, en bijkomend in 1956 de "Caves d'Artois". Dit laatste werd door zijn ouders overgenomen, die in 1971 grillrestaurant Fox Grill openden. Stéphane Buyens studeerde in 1979 af aan de hotelschool Ter Duinen in Koksijde.
Hij volgde meerdere binnen- en buitenlandse stages en nam in 1984 de keuken van zijn moeder in Hostellerie Le Fox over. Hij is bekend om een keuken zonder modegrillen en als "Pannenoar" is hij een vurig verdediger van het gebruik van streekproducten zoals grijze garnaal en duinasperges.
In 1987 behaalde hij voor Le Fox zijn eerste Michelinster, in 2005 zijn tweede.
Buyens maakte zijn tv-debuut in 2010 als de reddende kok voor restaurants in problemen in het programma Chef in Nood op VTM om daarna in hetzelfde jaar het eerste seizoen van de Vlaamse versie van MasterChef te leiden.
Hij is ook de aangever van het door Jan Van Hemelendonck geschreven kookboek Vers uit zee en polder in de reeks "Carnet de cuisine".
Tevens was hij van 2005 tot 2019 president van de "33 Masterchefs of Belgium", de in 1962 opgerichte en oudste Belgische culinaire beroepsvereniging die patroons aan het fornuis samenbrengt.
Sinds januari 2019 is hij tevens schepen in de gemeente De Panne.